# Martín Caballero (guerrillero)
Gustavo Rueda Díaz más conocido con el alias de Martín Caballero (Barrancabermeja, 21 de febrero de 1962-El Carmen de Bolívar, 24 de octubre de 2007) fue un guerrillero colombiano de las Fuerzas Armadas Revolucionarias de Colombia - Ejército del Pueblo (FARC-EP). 
Al momento de su muerte era jefe del frente 37 de las FARC-EP, frente adscrito al Bloque Caribe de las FARC-EP que operaba en la Región Caribe colombiana y miembro del Estado Mayor de las FARC-EP.

## Biografía
Nació el 21 de febrero de 1962 en el Hospital San Rafael de Barrancabermeja (Santander). Hijo de Jorge Rueda Pedraza y María Alix Diaz. En 1979 comenzó a militar en las Juventudes Comunistas (JUCO) de Barrancabermeja.

### Militancia en las FARC-EP
Entre 1981 y 1986, Caballero se incorporó a las filas del Frente 4 de las FARC-EP proveniente de la JUCO en la ciudad de Bucaramanga (Santander). En el año de 1986 se ubicó en los Montes de María, zona del Magdalena Medio y Serranía del Perijá entre Bolívar y Sucre. En 1986 el frente 4 se desdobla y le asignan el Frente 24 de las FARC-EP. El Frente 37 es creado en octubre de 1987, al desdoblarse del Frente 24 en el sur de Bolívar. Caballero remplaza a alias "Pablito" que subió de mando.
Caballero tomó el curso de 'cabecilla de compañía' y 'curso de instructor de mandos medios en la escuela González Acosta' en La Uribe (Meta). En 1991 muere alias 'Pablito', jefe de Caballero, por lo que las FARC-EP organizaron el 'Bloque Caribe' y Caballero es designado comandante del Frente 37 de las FARC-EP. Caballero creó en Cartagena de Indias las Milicias Urbanas José Manuel Rodríguez Torices para llevar a cabo operaciones urbanas de las FARC-EP. En 1992 ordena a alias 'Manuel', la Compañía 'Pedro Góngora Chamorro' para que opere en Sucre y el centro de Bolívar. En 1994 ordena varios ataques como el ataque a las pistas aéreas del Aeropuerto Internacional Rafael Núñez, la Toma de Puerto López en El Bagre (Antioquia) y la quema de varios buses de transporte público en zona urbana de la ciudad de Cartagena en varias ocasiones. En 1995 ordenó la quema de dos buses de la empresa Expreso Brasilia, sobre la vía Carmen de Bolívar-Zambrano. Ordenó los asesinatos del Coronel Alfredo Persand Barnes, el Teniente Tony Pastrana y dos militares más.
Como comandante del Frente 37, Caballero comandó las tomas a las poblaciones de los municipios de Córdoba y San Jacinto, los corregimientos de Macayepo y San Cayetano, en el año de 1996. En marzo participó en la toma a Chalán (Sucre), donde fueron asesinados 11 agentes de la Policía Nacional. En octubre, asignó desde el sur de Bolívar a alias 'Duber' la compañía Pedro Góngora Chamorro, la compañía 'Palenque' y las 'Fuerzas Especiales Pirañas' con base en El Carmen de Bolívar. En 1998, Caballero creó la 'Columna Móvil Cacique Yurbaco' y le asignó llevar a cabo operaciones de las FARC-EP en el centro de Bolívar y norte de Sucre. Continuó con la toma al puesto de la Policía Nacional en el corregimiento de San Cayetano, de San Juan Nepomuceno (Bolívar) y ataques contra San Jacinto (Bolívar). En 1997, ordenó activar una bomba contra la sede política del candidato al Concejo de Cartagena Miguel Espinosa Posada.
En el año 2000, Caballero planeó un atentado contra el expresidente estadounidense Bill Clinton durante una visita a Cartagena de Indias por lo que fue pedido en extradición por la justicia de los Estados Unidos. En diciembre del mismo año, Caballero ordenó el secuestro del exministro de desarrollo, Fernando Araújo Perdomo, a quien mantendría hasta 2007 secuestrado. Este entre cientos de otros secuestros que ordenó llevar a cabo.  Por su actuar era comparado con el jefe militar de las FARC-EP, alias 'Mono Jojoy'.
En el 2001, el secretariado de las FARC-EP lo envió a la zona de distensión, zona desmilitarizada donde se llevaban a cabo los Diálogos de paz entre el gobierno de Andrés Pastrana y las FARC-EP  entre 1998-2002 , y donde Caballero recibió adoctrinamiento en dirección de frentes.  El mismo año, Caballero ordenó la incursión al cerro Las Tinas, en San Juan Nepomuceno contra un puesto de vigilancia de la Policía Nacional y antenas repetidoras de Telecom e Inravisión y otro ataque en Zambrano (Bolívar) que dejó 6 policías muertos.
Al Frente 37, liderado por Caballero, las autoridades colombianas le atribuyen el derribamiento de más de 50 torres de distribución eléctrica, atentados con explosivos del oleoducto Caño Limón-Coveñas y la muerte de al menos 260 miembros de la Fuerza Pública colombiana. En el año 2002, llegó a comandar 500 guerrilleros que operaban en la región de los Montes de María, en el sur de Bolívar y Sucre. Participó en el atentado contra el candidato presidencial Álvaro Uribe Vélez.

## Acusaciones y familiares detenidos
Caballero estaba acusado por secuestro, extorsión, asesinato y narcotráfico de las FARC-EP en los Montes de María y se le atribuyen 218 asesinatos de miembros de la Fuerzas Militares y de 429 civiles. Fiscales Especializados de Cartagena y Barranquilla dictaron en su contra 15 órdenes de captura por homicidio, asonada, rebelión, secuestro y terrorismo.
Martín Caballero convirtió a su familia en parte de la organización: Dos de ellos, su compañera alias 'Estela' y su hijo alias 'Elkin' dados de baja el 31 de diciembre de 2006. Fueron capturados su primo, alias 'Arley' el 10 de febrero de 2007, sus hijos Omar David, en Bucaramanga y Ligia Arley en Neiva en mayo de 2007. Su hijo de alias 'Nelson' capturado el 14 de mayo de 2007, su hija de alias 'Catalina' capturada el 13 de mayo de 2007 y su sobrina de alias 'Sofia' capturada el 3 de julio de 2007.

## Muerte

Municipio de El Carmen de Bolívar, al norte de Colombia. Área donde ocurrió el bombardeo.

Las autoridades colombianas empezaron a seguirle la pista a Martin Caballero con la captura de sus hijos Omar David, en Bucaramanga y Ligia Arley en Neiva. Caballero murió junto a otros 18 guerrilleros en un bombardeo de la Fuerza Aérea Colombiana (FAC) el miércoles, 24 de octubre de 2007, a las 8:30 p. m. (UTC-5). La Operación Alcatraz (ú Operación 'Aromo'), como se denominó, fue realizada por miembros del Ejército Nacional, la Armada Nacional y la Fuerza Aérea, preparada a partir del 7 de marzo, del mismo año. El sitio del bombardeo fue a ocho kilómetros de la zona urbana del municipio de Carmen de Bolívar, en un paraje conocido como 'Aromeras Sur', en la zona selvática de los Montes de María. El cuerpo de Caballero fue impactado por la explosión de los bombardeos aéreos y lo dejó malherido en el hombro, la pierna derecha y la mano izquierda. Su cara no fue afectada. Los militares exhibieron su cadáver junto a otros 17 guerrilleros en el aeropuerto del El Carmen de Bolívar (Bolívar).
La muerte de Caballero constituyó el tercer jefe de importancia que la Fuerza Pública daba de baja; el primero siendo Milton Sierra Gómez alias 'JJ', que operaba en el Pacífico y luego, Tomás Medina Caracas alias 'Negro Acacio', jefe del Frente 16 de las FARC-EP. El canciller Fernando Araújo, secuestrado siete años por las FARC-EP a manos de Caballero, dijo sobre su antiguo captor:

"Hay un hecho que relata su condición de sicópata. En una ocasión lo vi vestir una gorra en donde tenía cosidos los distintivos de algunos soldados que habían muerto por las minas que ellos colocaban, y él lo que hacía era recortar el nombre del militar y lo ponía en su gorra. Eso me pareció terriblemente cruel".

El Bloque Caribe de las FARC-EP tomó su nombre como homenaje.